# 杉本麻衣佳
杉本 麻衣佳 (すぎもと まいか 1989年7月7日 - ) は 日本のファッションモデル。